# Marco Albino Ferrari
Marco Albino Ferrari (Milano, 1965) è un giornalista e scrittore italiano.

## Biografia
Giornalista professionista, scrittore, sceneggiatore, divulgatore. Inizia a collaborare con riviste periodiche dai primi anni Novanta. Nel 1992 è assunto dalla rivista Alp come redattore, e nel 1998 diventa direttore responsabile della testata. Negli anni Novanta realizza reportage e racconti di viaggio che sono pubblicati su settimanali: Il Venerdì, Panorama, Diario della Settimana.
Negli anni Novanta scrive sceneggiature e testi per la Radio Svizzera e cura la collana "I Licheni" per Vivalda Editori. E dalla fine degli anni Novanta inizia a collaborare con la casa editrice Einaudi, dove vara il progetto della rivista Cfr:.
Nel 2002 fonda, con l'Editoriale Domus, la rivista Meridiani Montagne, destinata ad avere grande diffusione. Da metà degli anni Duemila inizia a scrivere per La Stampa opinioni, storie e racconti di viaggio a puntate. È curatore del museo "Cast" ospitato nel Castello Masegra di Sondrio.
Ha diretto per il Corriere della Sera la collana "Storie di Montagna". Dirige la collana "Stelle Alpine" dell'Editore Hoepli. Gira l'Italia portando in scena monologhi teatrali: "La neve delle rondini" e "Frêney 1961". 
È stato Direttore Editoriale e Responsabile Attività Culturali per il Club Alpino Italiano. 
È socio onorario del Club Alpino Accademico Italiano. 
Nel 2024 ha contribuito all'avvio del quotidiano on-line "L'AltraMontagna", organizzando in parallelo un comitato scientifico e una nuova collana di saggi pubblicata in coedizione con People.
Ha vinto i premi Gambrinus (due edizioni, 1996 e 2021), Premio Cortina, Premio Majella, Giornalista dell'anno ANA e Pelmo d'Oro.
Con Mia sconosciuta (Ponte alle Grazie) ha vinto nel 2021 il Premio ITAS del Libro di Montagna.
I suoi ultimi libri sono Assalto alle Alpi e "La montagna che vogliamo - un manifesto", entrambi usciti nella collana Le Vele di Einaudi.

## Opere
- Segni sul calcare, Torino, Vivalda Editori, 1994. ISBN 88-7808-904-4
- Frêney 1961, Torino, Vivalda Editori, 1996. ISBN 978-88-7808-128-4
- Il vuoto alle spalle, Milano, Corbaccio, 2002. ISBN 978-88-502-0106-8
- Terraferma, Milano, Corbaccio, 2002. ISBN 978-88-502-0545-5
- Dolomiti, rocce e fantasmi, Milano, Excelsior 1881, 2009. ISBN 978-88-6158-130-2
- In viaggio sulle Alpi, Torino, Einaudi, 2009. ISBN 978-88-06-19777-3
- La sposa dell'aria, Milano, Feltrinelli, 2010.ISBN 978-88-07-49090-3
- Racconti di pareti e scalatori (a cura di), Torino, Einaudi, 2011. ISBN 978-88-06-20966-7
- Alpi segrete. Storie di uomini e di montagne, Roma, Laterza, 2011. ISBN 978-88-420-9813-3
- La via del lupo. Nella natura selvaggia dall'Appennino alle Alpi, Roma, Laterza, 2012. ISBN 978-88-420-5600-3
- Le prime albe del mondo, Roma, Laterza, 2014. ISBN 978-8858112281
- Montecristo, Roma, Laterza, 2015.ISBN 978-8858120224
- Il sentiero degli eroi, Rizzoli, 2016 ISBN 978-88-17-09126-8
- La via incantata, Ponte alle Grazie, 2017 ISBN 978-88-68-33730-8
- Nel castello delle storie, Hoepli, 2019 ISBN 978-8820389871
- Mia sconosciuta, Ponte alle Grazie, 2020 ISBN 978-8833313344
- Freney 1961. La tempesta sul Monte Bianco, Ponte alle Grazie, 2021, ISBN 978-8833316840
- Il canto del principe. Storia di un albero, Ponte alle Grazie, 2021,ISBN 9791255820826